# Timothy Garton Ash
Pour les articles homonymes, voir Ash et Garton.
Timothy Garton Ash, né le 12 juillet 1955 à Londres, est un historien, journaliste et essayiste britannique. Il est actuellement professeur en études européennes à l'université d'Oxford. 
Une grande partie de son travail porte sur l'histoire contemporaine de l'Europe centrale et de l'Europe de l'Est.

## Biographie
Il a écrit des ouvrages sur les dictatures communistes de cette région du globe, sur leur relation avec la police secrète, les Révolutions de 1989 et la transformation de l'ancien Bloc de l'Est en membres de l'Union européenne. Il s'est intéressé au rôle de l'Europe dans un monde où les principes de l'Occident sont de plus en plus dénigrés et au défi que représente la fusion de la liberté et de la diversité, notamment en ce qui concerne la liberté d'expression. Il lance à ce sujet un site Web, Free Speech Debate, dédié au débat sur la liberté d'expression en janvier 2012.
Il reçoit en 2017 le prix international Charlemagne d'Aix-la-Chapelle.
Il est signataire de l'Appel de Blois, le 10 octobre 2008.

## Publications
- Und Willst Du Nicht Mein Bruder Sein...Die DDR Heute (Rowohlt, 1981)  (ISBN 3-499-33015-6)
- The Polish Revolution: Solidarity, 1980–82 (Scribner, 1984)  (ISBN 0-684-18114-2)
- The Uses of Adversity: Essays on the Fate of Central Europe (Random House, 1989)  (ISBN 0-394-57573-3)
- The Magic Lantern: The Revolution of 1989  Witnessed in Warsaw, Budapest, Berlin, and Prague (Random House, 1990)  (ISBN 0-394-58884-3)
- In Europe's Name: Germany and the Divided Continent (Random House, 1993)  (ISBN 0-394-55711-5)
- The File: A Personal History (Random House, 1997)  (ISBN 0-679-45574-4)
- History of the Present: Essays, Sketches, and Dispatches from Europe in the 1990s (Allen Lane, 1999)  (ISBN 0-7139-9323-5)
- Free World: America, Europe, and the Surprising Future of the West (Random House, 2004)  (ISBN 1-4000-6219-5)
- Facts are Subversive: Political Writing from a Decade without a Name (Atlantic Books, 2009)  (ISBN 1848870892)